# 1988 în științifico-fantastic
- 1987 în științifico-fantastic — 1988 în științifico-fantastic — 1989 în științifico-fantastic

1988 în științifico-fantastic a implicat o serie de evenimente:

## Nașteri și decese

### Decese
- Lin Carter (n. 1930)
- Leslie P. Davies (n. 1914)
- Robert A. Heinlein (n. 1907)
- Neil R. Jones (n. 1909)
- Ben Orkow (n. 1896)
- Ross Rocklynne (n. 1913)
- Clifford D. Simak (n. 1904)
- Louis Trimble (n. 1917)
- Peter Van Greenaway (n. 1929)
- Bryce Walton (n. 1918)
- Herbert Ziergiebel (n. 1922)

## Cărți

### Romane
- Children of the Thunder de John Brunner
- Conexiunea Mona Lisa de William Gibson
- Cyteen de C. J. Cherryh
- Eternitate de Greg Bear
- Jucătorul total de  Iain M. Banks

### Colecții de povestiri
- Un fel de spațiu de Ion Hobana
- Year's Best Fantasy and Horror

### Povestiri
- "The Night Flier" de Stephen King
- "The Last Article" de Harry Turtledove
- "Sshhh..." de David Brin
- "Stable Strategies for Middle Management" de Eileen Gunn

## Filme
| Titlu                          | Regizor                  | Distribuție                                                 | Țara                                                                               | Sub-Gen /Note    |
| ------------------------------ | ------------------------ | ----------------------------------------------------------- | ---------------------------------------------------------------------------------- | ---------------- |
| Akira                          | Katsuhiro Ōtomo          |                                                             | Japonia                                                                            | Film anime       |
| Alien from L.A.                | Albert Pyun              | Kathy Ireland, Thom Mathews, Don Michael Paul               | Statele Unite ale Americii                                                         |                  |
| Alien Nation                   | Graham Baker             | James Caan, Mandy Patinkin, Terence Stamp                   | Statele Unite ale Americii                                                         | [ 2 ]            |
| The Blob                       | Chuck Russell            | Kevin Dillon, Shawnee Smith, Donovan Leitch                 | Statele Unite ale Americii                                                         |                  |
| Brain Damage                   | Frank Henenlotter        | Rick Hearst, Jennifer Lowry, Gordon MacDonald               | Statele Unite ale Americii                                                         | [ 3 ]            |
| Critters 2: The Main Course    | Mick Garris              | Scott Grimes, Liane Alexandra Curtis, Don Opper             | Statele Unite ale Americii                                                         |                  |
| Earth Girls Are Easy           | Julien Temple            | Geena Davis, Jeff Goldblum, Julie Brown, Michael McKean     | Statele Unite ale Americii · Regatul Unit al Marii Britanii și al Irlandei de Nord |                  |
| Killer Klowns from Outer Space | Stephen Chiodo           | Grant Cramer, Suzanne Snyder, John Allen Nelson             | Statele Unite ale Americii                                                         |                  |
| The Lawless Land               | Jon Hess                 | Nick Corri, Leon Robinson, Xander Berkeley, Amanda Peterson | Statele Unite ale Americii                                                         | [ 4 ] [ 5 ]      |
| Light Years                    | René Laloux              |                                                             | Franța                                                                             | Film de animație |
| Mac and Me                     | Stewart Ratfill          | Christine Ebersole, Tina Caspary, Jonathan Ward             | Statele Unite ale Americii                                                         | [ 3 ] [ 6 ]      |
| Midnight Movie Massacre        | Mark Stock, Larry Jacobs | Robert Clarke, Anne Robinson, David Staffer, Tom Hutsler    | Statele Unite ale Americii                                                         | [ 7 ] [ 8 ]      |
| Miracle Mile                   | Steve De Jarnatt         | Anthony Edwards, Mare Winningham, John Agar                 | Statele Unite ale Americii                                                         |                  |
| My Stepmother Is an Alien      | Richard Benjamin         | Kim Basinger, Dan Aykroyd, Alyson Hannigan, Jon Lovitz      | Statele Unite ale Americii                                                         |                  |
| The Nest                       | Terence H. Winkless      | Robert Lansing, Lisa Langlois                               | Statele Unite ale Americii                                                         |                  |
| Not of This Earth              | Jim Wynorski             | Traci Lords, Arthur Roberts                                 | Statele Unite ale Americii                                                         |                  |
| Pulse                          | Paul Golding             | Cliff DeYoung, Roxanne Hart, Joey Lawrence                  | Statele Unite ale Americii                                                         |                  |
| Short Circuit 2                | Kenneth Johnson          | Fisher Stevens, Michael McKean, Cynthia Gibb                | Statele Unite ale Americii                                                         |                  |
| They Live                      | John Carpenter           | Roddy Piper, Keith David, Meg Foster                        | Statele Unite ale Americii                                                         |                  |
| Transformations                | Jay Kamen                | Rex Smith, Lisa Langlois, Patrick Macnee                    | Statele Unite ale Americii                                                         | [ 9 ]            |
| Warlords                       | Fred Olen Ray, Sid Haig  | David Carradine, Dawn Wildsmith, Sid Haig                   | Statele Unite ale Americii                                                         | [ 10 ]           |
| World Gone Wild                | Lee H. Katzin            | Bruce Dern, Michael Paré, Catherine Mary Stewart            | Statele Unite ale Americii                                                         | [ 11 ]           |
|                                |                          |                                                             |                                                                                    |                  |

## Premii

### Premiul Hugo
Premiile Hugo decernate la Worldcon pentru cele mai bune lucrări apărute în anul precedent:
- Premiul Hugo pentru cel mai bun roman:[12] Războiul elitelor de David Brin
- Premiul Hugo pentru cea mai bună povestire:
- Premiul Hugo pentru cea mai bună prezentare dramatică:
- Premiul Hugo pentru cea mai bună revistă profesionistă:
- Premiul Hugo pentru cel mai bun fanzin:

### Premiul Nebula
Premiile Nebula acordate de Science Fiction and Fantasy Writers of America pentru cele mai bune lucrări apărute în anul precedent:
- Premiul Nebula pentru cel mai bun roman:[13] Falling Free de Lois McMaster Bujold
- Premiul Nebula pentru cea mai bună nuvelă:
- Premiul Nebula pentru cea mai bună povestire:

### Premiul Saturn
Premiile Saturn sunt acordate de Academy of Science Fiction, Fantasy and Horror Films:
- Premiul Saturn pentru cel mai bun film științifico-fantastic: Alien Nation, regizat de Graham Baker